# Ishinosuke Uwano
Ishinosuke Uwano (Japans: 上野 石之助, Uwano Ishinosuke;) (Ōno (Prefectuur Iwate),  oktober 1922) is een voormalig Japans militair die vooral bekend werd door het feit dat hij na de Tweede Wereldoorlog meer dan 60 jaar vermist was en in 2006 levend werd teruggevonden in Oekraïne. 
Uwano was een van de vele Japanse militairen verspreid over het Pacifisch gebied die stranden na het afloop van de Tweede Wereldoorlog. Hij was gestationeerd op het eiland Sachalin en werd gevangengenomen door de Sovjet-Unie. In 1965 vestigde hij zich in Oekraïne, maar mocht van de regering geen contact hebben met zijn familie in Japan. In Oekraïne trouwde hij en kreeg kinderen. In 2000 werd hij als vermist soldaat officieel dood verklaard. In 2006 kwam zijn verhaal aan het licht toen hij vrienden vroeg om hem te helpen contact te krijgen met zijn familie in Japan, waarna de Japanse ambassade zijn identiteit vaststelde.